# Paoliella namaachae
Paoliella namaachae är en insektsart. Paoliella namaachae ingår i släktet Paoliella och familjen långrörsbladlöss. Inga underarter finns listade i Catalogue of Life.